# Vùng đất George V

Vị trí của Vùng đất George V (đỏ) thuộc Lãnh thổ châu Nam Cực thuộc Úc

Vùng đất George V là một phần đất của châu Nam Cực được khẳng định chủ quyền bởi Úc, là vùng đất phía trong của bờ biển George V. Như các vùng đất khác của châu Nam Cực, nó được phân chia bởi hai đường kinh tuyến, 142°02' Đ và 153°45' Đ, và vĩ độ 60°N. Vùng đất này được khám phá đầu tiên bởi những thành viên của nhóm Main Base của đoàn thám hiểm Nam Cực của người Úc (1911–14) dưới sự lãnh đạo của Douglas Mawson, người đã đặt tên cho vùng đất này dưới cái tên của đức vua George V của Anh.